# Danh sách trường cao đẳng tại Thành phố Hồ Chí Minh
Danh sách các trường cao đẳng tại Thành phố Hồ Chí Minh:
- Trường Cao đẳng Đại Việt Sài Gòn - Cơ sở Thủ Đức

- Trường Cao đẳng An ninh mạng iSPACE
- Trường Cao đẳng Bách khoa Nam Sài Gòn
- Trường Cao đẳng Bách khoa Sài Gòn
- Trường Cao đẳng Bán công Công nghệ và Quản trị doanh nghiệp
- Trường Cao đẳng Bình Minh Sài Gòn
- Trường Cao đẳng Công nghệ Sài Gòn
- Trường Cao đẳng Công nghệ thông tin TP.HCM
- Trường Cao đẳng Công nghệ TP.HCM
- Trường Cao đẳng Công nghệ Thủ Đức
- Trường Cao đẳng Công thương TP.HCM
- Trường Cao đẳng Du lịch Sài Gòn
- Trường Cao đẳng Đại Việt Sài Gòn
- Trường Cao đẳng Điện lực TP.HCM
- Trường Cao đẳng FPT Polytechnic – Cơ sở TPHCM
- Trường Cao đẳng Giao thông vận tải Đường thủy II
- Trường Cao đẳng Giao thông vận tải Trung ương III
- Trường Cao đẳng Giao thông Vận tải Trung ương VI
- Trường Cao đẳng Giao thông Vận tải TP.HCM
- Trường Cao đẳng Hàng hải II
- Trường Cao đẳng Kiến trúc - Xây dựng TP.HCM
- Trường Cao đẳng Kinh tế - Công nghệ TP.HCM
- Trường Cao đẳng Kinh tế Đối ngoại
- Trường Cao đẳng Kinh tế Kỹ thuật TP. Hồ Chí Minh
- Trường Cao đẳng Kinh tế - Kỹ thuật Thủ Đức
- Trường Cao đẳng Kinh tế TP.HCM
- Trường Cao đẳng Kỹ nghệ II
- Trường Cao đẳng Kỹ thuật Cao Thắng
- Trường Cao đẳng Kỹ thuật - Du lịch Sài Gòn
- Trường Cao đẳng Kỹ thuật Nguyễn Trường Tộ
- Trường Cao đẳng Lương thực - Thực phẩm, Phân hiệu tại TPHCM
- Trường Cao đẳng Lý Tự Trọng thành phố Hồ Chí Minh
- Trường Cao đẳng Miền Nam
- Trường Cao đẳng nghề Thành phố Hồ Chí Minh
- Trường Cao đẳng Nông nghiệp Nam Bộ - Phân hiệu thành phố Hồ Chí Minh
- Trường Cao đẳng NOVA
- Trường Cao đẳng Phát thanh Truyền hình 2
- Trường Cao đẳng Quốc tế Tp. Hồ Chí Minh
- Trường Cao đẳng Quốc tế KENT
- Trường Cao đẳng Quốc tế Sài Gòn - Cơ sở TPHCM
- Trường Cao đẳng Sài Gòn
- Trường Cao đẳng Sài Gòn Gia Định
- Trường Cao đẳng Thủ Thiêm - Tp. Hồ Chí Minh
- Trường Cao đẳng Văn hóa Nghệ thuật TP.HCM
- Trường Cao đẳng Văn hóa Nghệ thuật và Du lịch Sài Gòn
- Trường Cao đẳng Văn Lang Sài Gòn
- Trường Cao đẳng Viễn Đông
- Trường Cao đẳng Việt Mỹ
- Trường Cao đẳng Xây dựng Tp. Hồ Chí Minh
- Trường Cao đẳng Y Dược Hồng Đức
- Trường Cao đẳng Y Dược Sài Gòn
- Trường Cao đẳng Y khoa Phạm Ngọc Thạch - Cơ sở TP.HCM